# Toshinobu Katsuya
Toshinobu Katsuya (jap. 勝矢寿延 Katsuya Toshinobu; ur. 2 września 1961 w prefekturze Nagasaki) – japoński piłkarz, reprezentant kraju.

## Kariera klubowa
Od 1984 do 1998 roku występował w klubach: Honda, Yokohama Marinos, Júbilo Iwata i Cerezo Osaka.

## Kariera reprezentacyjna
W reprezentacji Japonii zadebiutował w 1985. W reprezentacji Japonii występował w latach 1985-1993. W sumie w reprezentacji wystąpił w 27 spotkaniach.

## Statystyki
| Reprezentacja Japonii | Reprezentacja Japonii | Reprezentacja Japonii |
| Rok                   | Mecze                 | Gole                  |
| --------------------- | --------------------- | --------------------- |
| 1985                  | 2                     | 0                     |
| 1986                  | 4                     | 0                     |
| 1987                  | 6                     | 0                     |
| 1988                  | 0                     | 0                     |
| 1989                  | 0                     | 0                     |
| 1990                  | 0                     | 0                     |
| 1991                  | 0                     | 0                     |
| 1992                  | 9                     | 0                     |
| 1993                  | 6                     | 0                     |
| Razem                 | 27                    | 0                     |

## Osiągnięcia
- Puchar Azji: 1992
- J-League: 1997
- Puchar Cesarza: 1991, 1992